# Григор Ленков
Григор Кръстанов Ленков е български поет и преводач.

## Биография
Роден е на 10 май 1938 г. в село Опицвет, Софийско. През 1962 г. завършва българска филология в Софийския държавен университет.
Работи като учител в село Петърч (1962 – 1964), литературен консултант във в-к „Студентска трибуна“ (1965). В периода 1965 – 1968 г. е редактор за чуждестранна литература при Радио София, от 1968 г. е заместник главен редактор на сп. „Родна реч“.
Един от активните учредители на Съюза на преводачите в България. През 1974 – 1977 г. е секретар на секция „Художествен превод“ при Съюза на преводачите в България.
Умира внезапно по време на Пушкиновите празници в Михайловское на 7 юни 1977 г. в Ленинград, СССР. Версиите за загадъчната му смърт са инфаркт, сгрешена диагноза, самоубийство и дори убийство.

## Творчество
Дебютира със стихове през 1957 г. в сп. „Родна реч“.
Превежда поезия от 1959 г. от чешки, руски, сърбохърватски, полски, лужишки и други езици. Смята се, че най-голямият му преводачески успех е романът в стихове „Евгений Онегин“ на Александър Пушкин (1971). Заедно със Светомир Иванчев превежда „Разкази от единия и от другия джоб“ (1966) на Карел Чапек, а с Любен Любенов – „Древноегипетска лирика“ (1969, превод от руски език). Превежда стихове от Фьодор Тютчев, Витезслав Незвал, В. Михалек, Ярослав Връхлицки, Джордж Байрон, Йохан Волфганг фон Гьоте, Пърси Биш Шели, Хайнрих Хайне, Белла Ахмадулина, Андрей Вознесенски, Евгений Евтушенко, Рима Казакова, Юнна Мориц, Ласло Над. Съставител и редактор е на „100 шедьоври на европейската любовна лирика“ (1976) и „Това е една любов“ на Олег Шестински (1978).
Съставител и преводач на антологиите „Антология на световната любовна лирика“ (1967, 1978), „Болка за Виетнам“ (1971) и „Чешки и словашки поети“ (1971). Участва със свои преводи в сборниците „Лужишки поети“ (1963), „Избрани стихотворения“ (1964) от Михаил Лермонтов, „Избрана лирика“ (1965) от А. С. Пушкин, „Избрани произведения в 4 тома“ (1966, 1967) от М. Лермонтов, „Избрани произведения в 5 тома“ (1965 – 1967) от Виктор Юго, „Лирика“ (1968) от Дж. Байрон, „Избрани произведения в 6 тома“ (1969 – 1972) от А. С. Пушкин и „Виетнамски поети“ (1973).
След смъртта му е публикувана дебютната му книга „Небесни релси“ (1986). Съпругата му Цвета Ленкова подготвя сборниците „Спасена светлина“ и „Как всичко се превръща в болка и история…“, излезли в издателство „Жанет-45“ през 2002 г.